# CHI Memorial Stadium
O CHI Memorial Stadium é um estádio específico para futebol com 5.500 lugares em East Ridge, Tennessee, o primeiro exclusivo para futebol no Tennessee.  Servirá como estádio para o Chattanooga Red Wolves SC da USL League One, Chattanooga Lady Red Wolves SC da Women's Premier Soccer League e Dalton Red Wolves SC da USL League Two .
O estádio foi inaugurado em 1 de agosto de 2020 para a partida dos Red Wolves contra o FC Tucson.

## História
CHI Memorial Stadium foi aprovado pela cidade de East Ridge, Tennessee em 27 de junho de 2019 como parte de um empreendimento de US $ 125 milhões próximo ao Parque Landsdale.  O estádio foi inaugurado em 9 de julho de 2019 na esperança de estar pronto para o início da temporada de 2020 da USL League One.
Em 17 de dezembro de 2019, os Red Wolves anunciaram que mandaria seus jogos no estádio  durante temporada 2020  Os naming rights foram concedidos ao CHI Memorial Hospital em Chattanooga no dia 5 de março de 2020.
A partida inaugural do estádio estava prevista para 25 de abril de 2020, em partida contra o Richmond Kickers, mas foi adiado devido à pandemia de COVID-19. Em vez disso, o estádio foi inaugurado em 1 de agosto de 2020 para a partida dos Red Wolves contra o FC Tucson . 